# Shyqyri Shala
Shyqyri Shala (* 5. Juli 1965 in Kavaja) ist ein ehemaliger albanischer Fußballspieler.

## Karriere

### Verein
Shala begann seine Fußballkarriere Mitte der 1980er-Jahre beim KS Besa Kavaja. Für Besa spielte er mindestens von 1986 bis 1993 und kam dabei auf über 60 Einsätze.

### Nationalmannschaft
Shala war Teil der Albanischen U-18-Nationalmannschaft, das sich gegen Zypern für die U-18-Europameisterschaft 1982 in Helsinki qualifiziert hatte. Es war bis 1994 das einzige Mal, dass einer albanischen Auswahl die Qualifikation für ein Endrundenturnier gelang.
Shala wurde im Jahr 1993 in den Kader der albanischen A-Nationalmannschaft berufen. Er debütierte am 19. Mai 1993 in einem Qualifikationsspiel zur Fußball-Weltmeisterschaft 1994 gegen Lettland, das mit einem 0:0-Unentschieden endete. Sein zweiter und letzter Einsatz erfolgte am 30. Mai 1993 gegen Irland, wobei Albanien mit 1:2 unterlag.

## Privates
Shyqyri Shala ist ein Cousin des ehemaligen Fußballspielers Kujtim Majaci.